# ホセ・ルイス・カルドソ

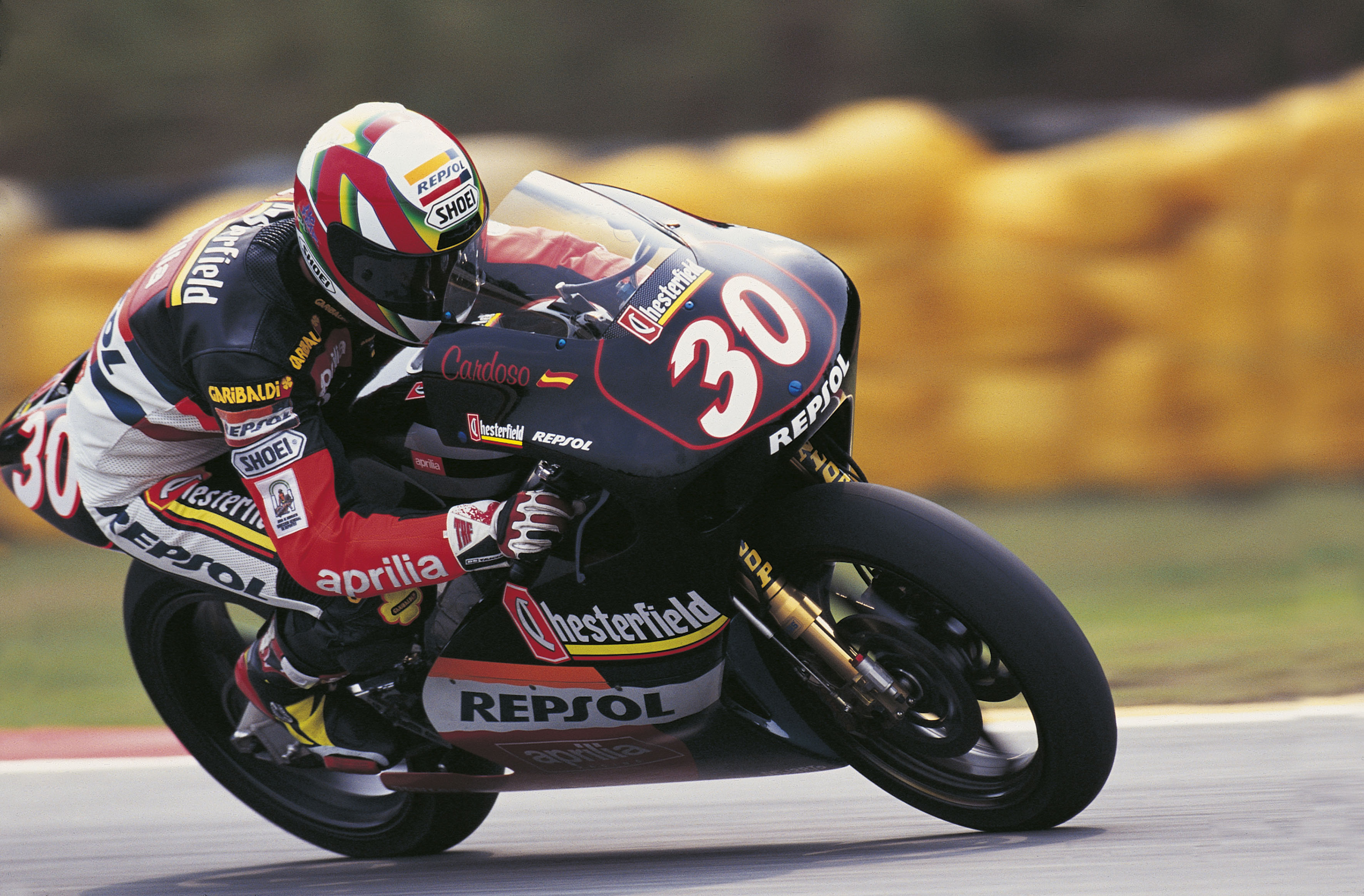
ホセ・ルイス・カルドソ

ホセ・ルイス・カルドーソ・ロボ（José Luis Cardoso Lobo、1975年2月2日 - ）は、スペイン・アンダルシア州セビリア出身のモーターサイクル・ロードレーサー。
2006年はプラマック・ダンティン・MotoGP（ドゥカティ）よりロードレース世界選手権MotoGPクラスに参戦。

## 戦績
- 1993年 - ロードレーススペイン選手権125チャンピオン
  - ロードレース世界選手権デビュー
- 1994年 - ロードレース世界選手権GP250ランキング31位（アプリリア）
- 1995年 - ロードレース世界選手権GP250ランキング16位（アプリリア）
- 1996年 - ロードレース世界選手権GP250ランキング31位（アプリリア）
- 1997年 - ロードレース世界選手権GP250ランキング21位（ヤマハ）
- 1998年 - ロードレース世界選手権GP250ランキング11位（ヤマハ）
- 1999年 - ロードレース世界選手権GP500ランキング26位（TSR）
- 2000年 - ロードレース世界選手権GP500ランキング18位（ホンダ）
- 2001年 - ロードレース世界選手権GP500ランキング16位（ヤマハ）
- 2002年 - ロードレース世界選手権MotoGPランキング23位（ヤマハ）
- 2004年 - ロードレーススペイン選手権フォーミュラーエクストリームチャンピオン
- 2005年 - スーパーバイク世界選手権ランキング24位
- 2006年 - ロードレース世界選手権MotoGPランキング20位（ドゥカティ）